# Melocactus lemairei
Espèce
Statut de conservation UICN

 NT  : Quasi menacé
Statut CITES
Melocactus lemairei est une espèce de la famille des Melocactus composée d'environ 40 espèces. Cette espèce doit son nom au botaniste Charles Lemaire.

## Description
C'est un cactus en forme de melon, d'où son nom. Les plantes adultes se reconnaissent facilement à leur cephalium, une structure de substance laineuse, dont la couleur varie du rose pale au brun, qui se développe au sommet de la plante et où apparaissent les boutons floraux.

## Distribution
Il est originaire des Caraïbes, des Antilles et plus précisément de l'île de Saint-Domingue. Il pousse à Haïti et en République dominicaine.
La plupart des espèces de Melocactus sont victimes de la dégradation de leur habitat et les populations sont en déclin, voir menacées d'extinction. Ils sont aussi consommés par le bétail. Les espèces sont protégées localement. Inscrites sur la Liste rouge de l'UICN (Union Internationale pour la Conservation de la Nature), leur commerce est règlementé par la Convention sur le commerce international des espèces de faune et de flore sauvages menacées d'extinction.